# إد دي
إد دي (بالإنجليزية: Ed Dee)‏ (3 فبراير 1940، يونكيرس في الولايات المتحدة)؛ كاتب وروائي أمريكي.